# Kortenhoef

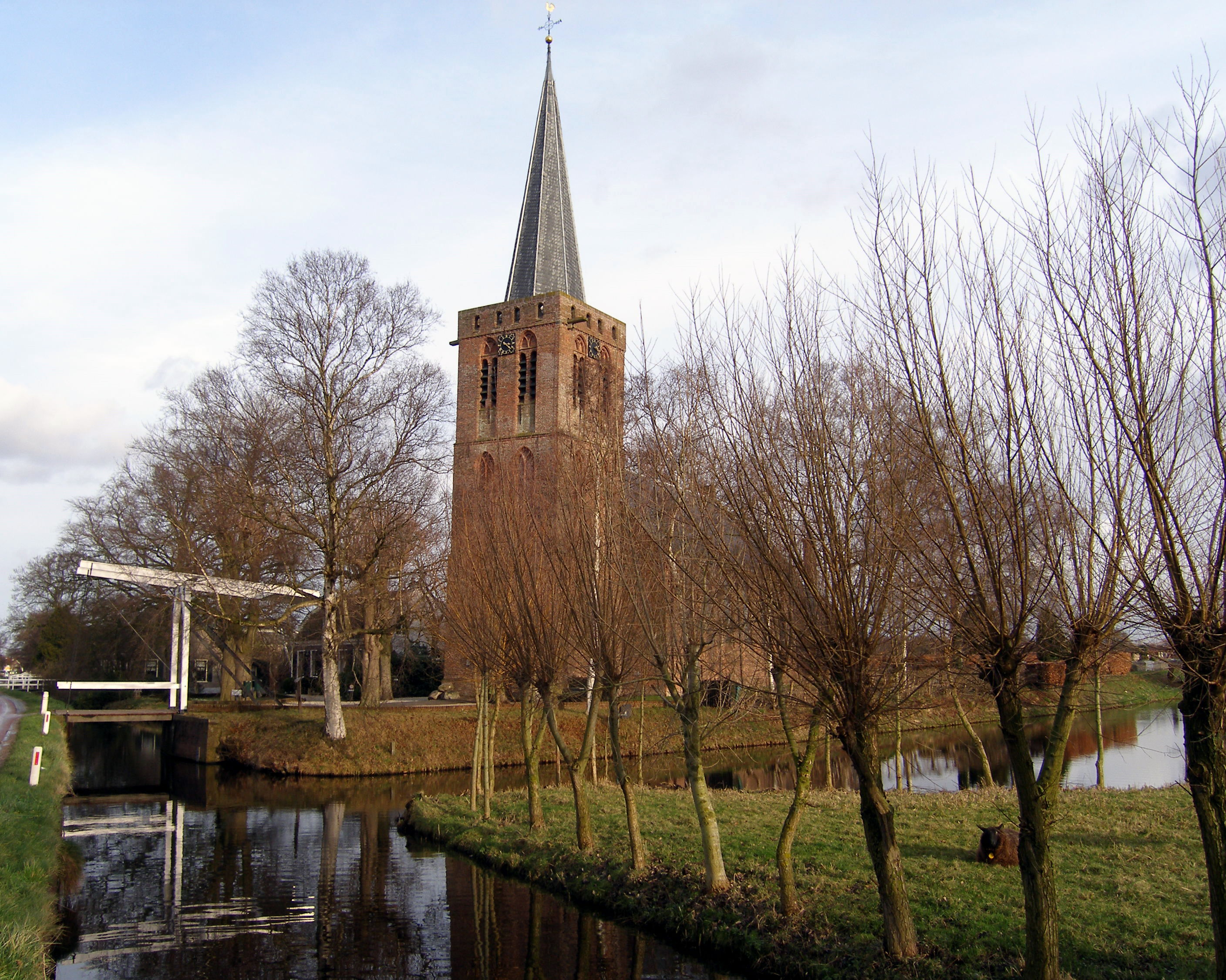
Hervormde Kerk

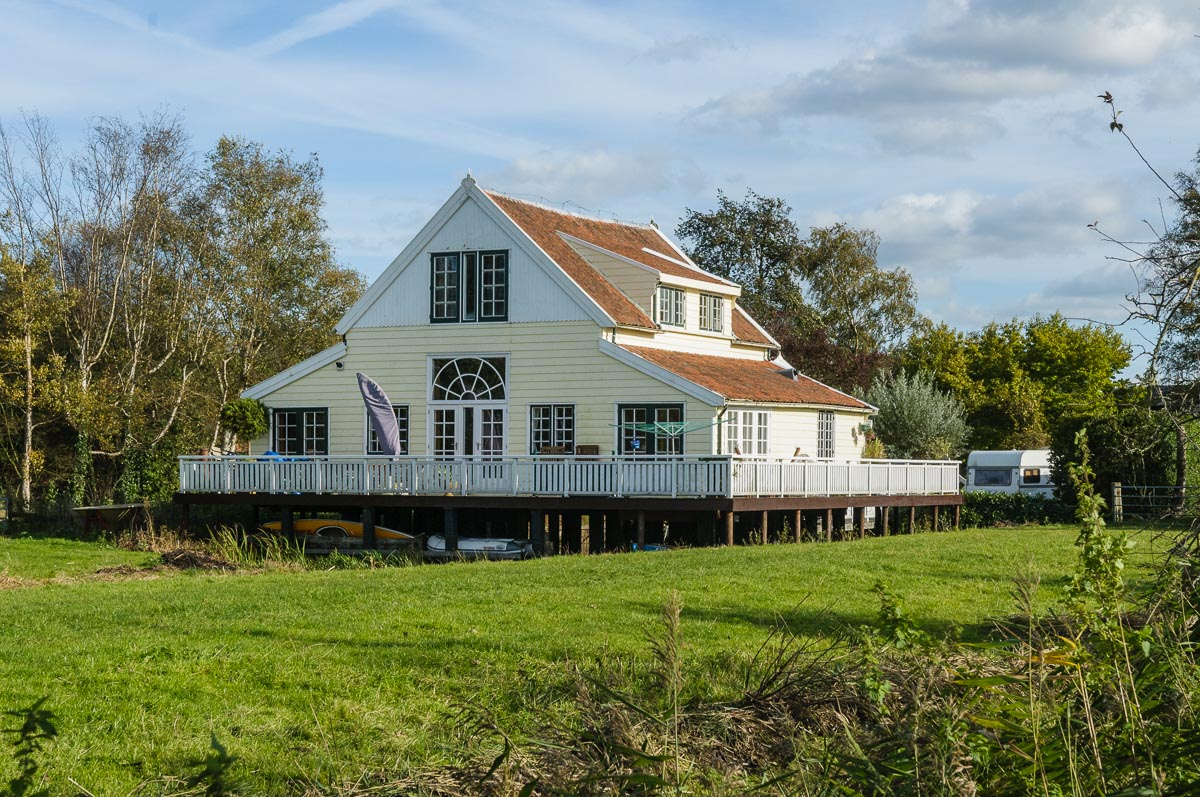
Voormalig atelier en voormalige jeugdherberg De Karekiet aan de Kortenhoefse dijk

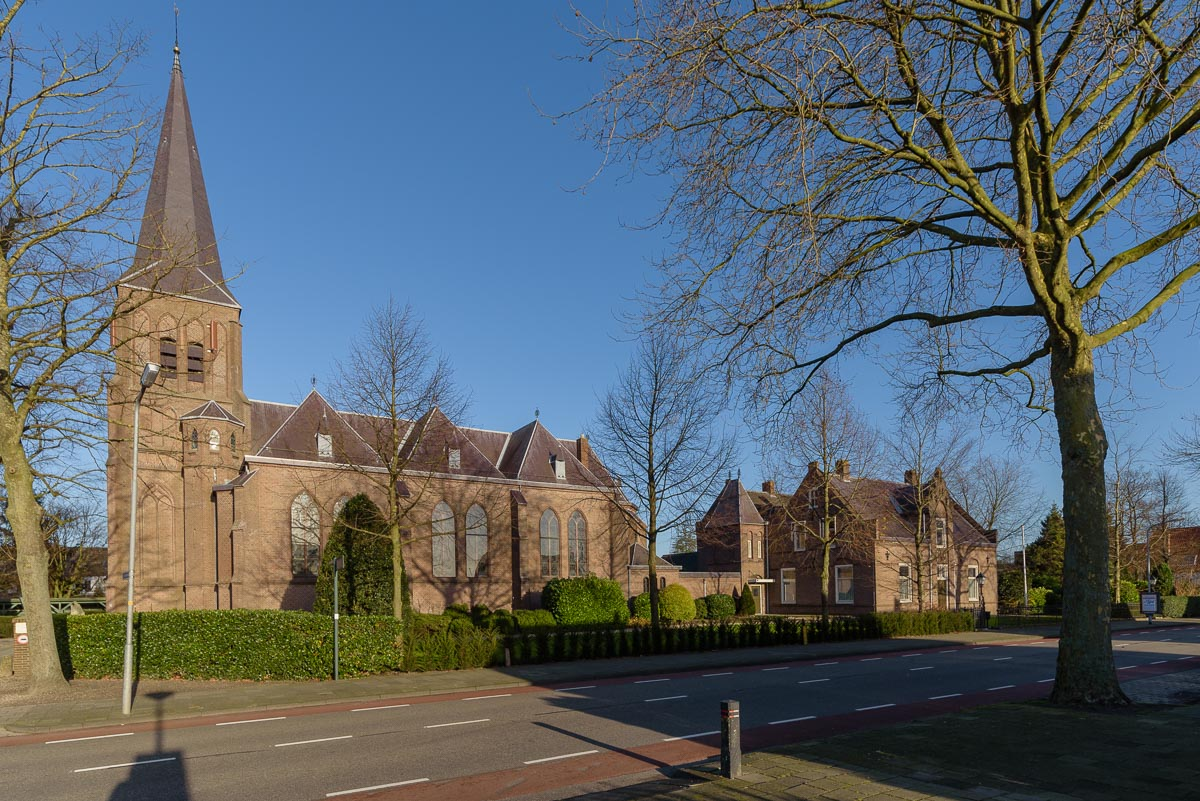
RK kerk Anthonius van Padua aan de Kerklaan

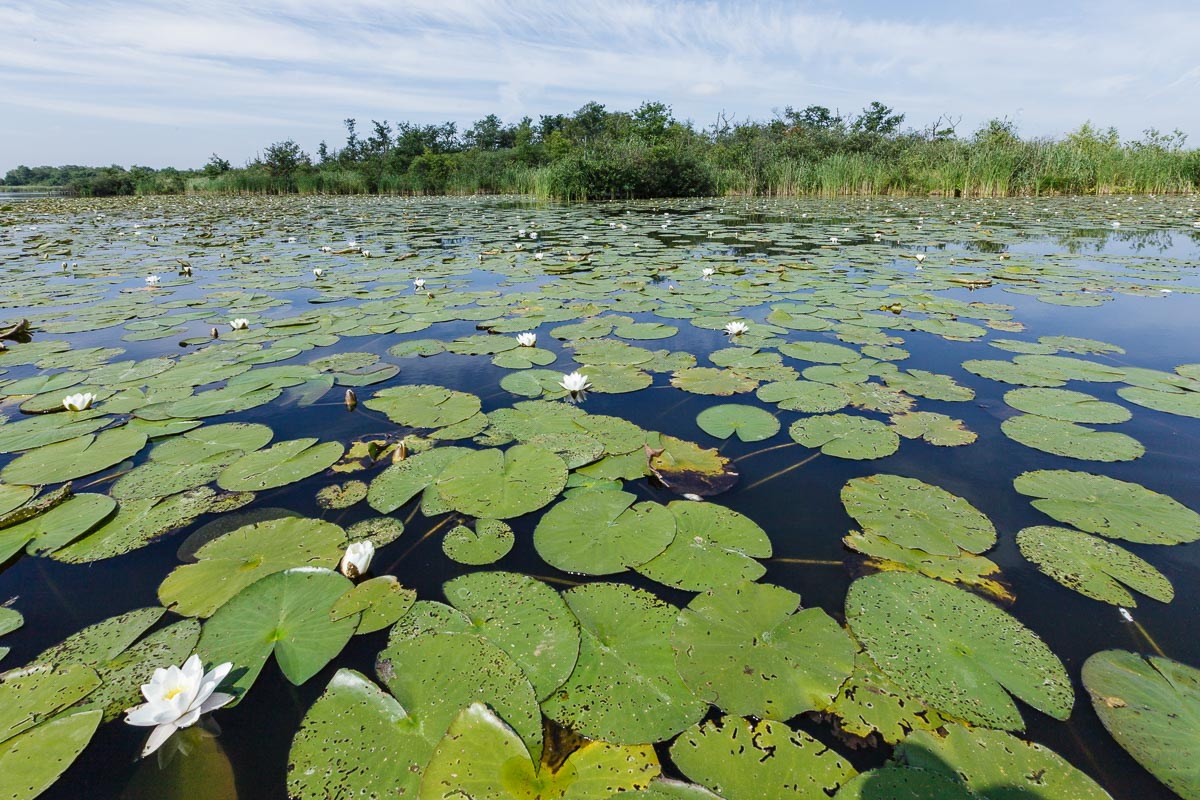
Kortenhoefse plassen

Kortenhoef, oorspronkelijke naam Curtevenne, is een dorp in de gemeente Wijdemeren in de Nederlandse provincie Noord-Holland en ligt net buiten de regio Het Gooi. Kortenhoef ligt ongeveer vijf kilometer ten westen van Hilversum en telt 6.645 inwoners.

## Ligging
Het dorp bestaat uit twee delen, het oude dorp aan de Kortenhoefse Dijk en het Moleneind, en het nieuwe dorp dat tegen de 's-Gravelandsevaart aan ligt. Kortenhoef was een zelfstandige gemeente, die van 19 september 1814 tot 1 oktober 1819 deel uitmaakte van de provincie Utrecht. Op 1 oktober 1819 werd de gemeente Kortenhoef overgeheveld naar de provincie Noord-Holland. Op 1 januari 1966 werd de Noord-Hollandse gemeente Kortenhoef opgeheven en met de eveneens Noord-Hollandse gemeenten 's-Graveland en Ankeveen samengebracht in de nieuw gevormde gemeente 's-Graveland. Binnen de gemeente 's-Graveland was het de kern met de meeste inwoners. De gemeente 's-Graveland ging vervolgens op 1 januari 2002 deel uitmaken van de nieuw gevormde gemeente Wijdemeren, samen met Loosdrecht (voor 1 januari 2002 liggend in de provincie Utrecht) en Nederhorst den Berg (Noord-Holland). De gemeente Kortenhoef werd in de 19e eeuw ook aangeduid als Kortenhoef en Riethoven.
Kortenhoef is gelegen in een bosrijke omgeving en is bekend vanwege haar plassengebied, de Kortenhoefse plassen, die ontstonden door veenafgravingen. Na het beëindigen van de vervening werd er veeteelt bedreven en wat binnenvisserij. Nu zijn er nog slechts enkele boerenbedrijven. Veel van de marginale landbouwgronden zijn opgekocht door Natuurmonumenten.

## De Kortenhoefse schilders
Eind negentiende eeuw werd het dorp ontdekt door schilders van de Haagse School. Kwartiermaker was rond 1870 Constant Gabriël, naar wie Kortenhoef ook wel 'Het land van Gabriël' wordt genoemd. Veel andere schilders, waaronder Jacob Ritsema, Bernard van Beek, Victor Bauffe, Cornelis Vreedenburgh, Pieter van den Broeck, Anton Smeerdijk, Louis Stutterheim, August Willem van Voorden en diens zoon Barend van Voorden zijn nauw met het dorp verbonden. De schilderes Geesje Mesdag-van Calcar liet in 1904 aan de plas een atelier op palen bouwen. Het deed later tientallen jaren dienst als jeugdherberg en is nu een particulier bewoond rijksmonument. De schrijver Nescio schreef vaak over het dorp en zijn omgeving en beschreef ook kunstenaarspleisterplaats Het Rechthuis. In deze oude herberg (waarin tot 1910 de raadkamer van de gemeente gehuisvest was) kwamen de kunstenaars samen en veel van hen logeerden daar tijdens hun verblijf in het dorp.

## Het wapen
De gemeente voerde officieel geen wapen, wel werd het wapen van de gelijknamige heerlijkheid gebruikt (16 april 1839):
"Gevierendeeld: het eerste en vierde van goud beladen met een halve paardenvoet van sabel, het hoefijzer van zilver; het tweede en derde van keel beladen met een pelikaan met uitgespreiden vleugels, staande met zijne jongen op een nest, alles van zilver."

## Bezienswaardigheden
- Voorste Molen
- Hervormde Kerk (14e eeuw)
- Rooms-katholieke Sint-Antonius van Paduakerk van Alfred Tepe

## Bekende personen
- Geesje Mesdag-van Calcar (1850-1936) kunstschilder
- Louis Stutterheim (1873-1943) kunstschilder
- Bernard van Beek (1875–1941), kunstschilder
- Pieter van den Broeck (1880–1960), schilder, bouwkundige en bestuurder
- Derk Wildeboer (1894–1970), politicus en burgemeester
- Jacob Evert van Nes van Meerkerk (1902–1955) politicus en burgemeester
- Halbo C. Kool (1907–1968), dichter en journalist
- André Kloos (1922–1989) politicus en vakbondsbestuurder
- Wim Bosboom (1928-2001), journalist en televisiepresentator
- Paul Kingma (1931–2013), beeldhouwer, mozaïekkunstenaar, schilder en tekenaar
- Co de Kloet (1932-2020), radiopresentator en auteur
- Elske ter Veld (1944-2017), politicus
- Cilly Dartell (1957-2023), televisiepresentatrice
- Annefleur Schipper (1991), programmamaker, podcastmaker en (eind)redacteur
- Eva Vedder (1999), tennisser

## Varia
Sinds een aantal jaren wordt eens in de twee jaar aan een beeldend kunstenaar de Sluiters Prijs uitgereikt als aanmoedigingsprijs voor jonge talentvolle kunstenaars.